# Hisashi Kurosaki
Hisashi Kurosaki (黒崎 久志 Kurosaki Hisashi?,  nacido el 8 de mayo de 1968 en Awano (actualmente Kanuma), Tochigi) es un exfutbolista japonés que se desempeñaba como delantero.
Kurosaki jugó 24 veces para la selección de fútbol de Japón entre 1989 y 1997. Fue elegido para integrar la selección nacional de Japón para los Copa Asiática 1988.

## Trayectoria

### Clubes
| Club               | País  | Año         |
| ------------------ | ----- | ----------- |
| Honda              | Japón | 1987 - 1992 |
| Kashima Antlers    | Japón | 1992 - 1997 |
| Kyoto Purple Sanga | Japón | 1998 - 1999 |
| Vissel Kobe        | Japón | 2000        |
| Albirex Niigata    | Japón | 2001        |
| Omiya Ardija       | Japón | 2002 - 2003 |

### Selección nacional
| Selección | País  | Año         |
| --------- | ----- | ----------- |
| Absoluta  | Japón | 1989 - 1997 |

## Estadística de equipo nacional
| Selección de Japón | Selección de Japón | Selección de Japón |
| Año                | Part.              | Goles              |
| ------------------ | ------------------ | ------------------ |
| 1989               | 7                  | 1                  |
| 1990               | 2                  | 0                  |
| 1991               | 0                  | 0                  |
| 1992               | 0                  | 0                  |
| 1993               | 1                  | 0                  |
| 1994               | 1                  | 0                  |
| 1995               | 10                 | 3                  |
| 1996               | 2                  | 0                  |
| 1997               | 1                  | 0                  |
| Total              | 24                 | 4                  |

## Palmarés

### Títulos nacionales
| Título             | Club            | País  | Año  |
| ------------------ | --------------- | ----- | ---- |
| J1 League          | Kashima Antlers | Japón | 1996 |
| Copa J. League     | Kashima Antlers | Japón | 1997 |
| Copa del Emperador | Kashima Antlers | Japón | 1997 |